# رنگینک خال‌سفید
رنگینک خال‌سفید (نام علمی: Lonchura leucosticta) نام یک گونه از سرده سیمین‌نوک‌ها است.